# Richard C. Kratina
Richard C. Kratina, auch Dick Kratina (* 2. November 1928 in New York; † 12. Februar 1999 in Farmingdale, Nassau, New York) war ein US-amerikanischer Kameramann.

## Leben und Wirken
Richard ‘Dick‘ Kratina, Sohn von Jerome und Lillian Kratina, besaß tschechische Vorfahren und wuchs in Bayside / Queens auf. Sein älterer Bruder hieß Jerome.
Mit der Fernsehserie Wagen 54, bitte melden startete er zu Beginn der 60er Jahre seine Tätigkeit hinter der Kamera, zunächst als einfacher Kameramann (camera operator). Diese Funktion füllte er bis zum Ende seiner Karriere -- mal als Richard, mal als Dick Kratina. Bereits in diesen frühen Jahren war Kratina auch an höherwertigen Unterhaltungsfilmen wie Die Nacht, als Minsky aufflog und Asphalt-Cowboy beteiligt. Zwischendurch wurde er auch häufig als Chefkameramann (director of photography / cinematographer) verpflichtet. In dieser Zeit nahm Kratina weiterhin gelegentlich Kameraassistenzen wahr und ließ sich als Second-Unit-Kameramann verpflichten.
Sein erster Film als Chefkameramann war zugleich sein berühmtester und erfolgreichster: Love Story. Kratina fotografierte in der Folgezeit Kinofilme der unterschiedlichsten Genres, bevorzugt aber Komödien. 1985/86 zeichnete er aber auch für die fotografische Gestaltung der Fernsehserie Fame verantwortlich. 1994 zog sich Richard Kratina ins Privatleben zurück.

## Filmographie (Auswahl, Kino)
nur als Chefkameramann
- 1969: Love Story
- 1969: Ein Engel namens Levin (The Angel Levine)
- 1970: Fünf Finger geben eine Faust (The Pursuit of Happiness)
- 1971: Ein Zauberer an meiner Seite (A Safe Place)
- 1971: Pforte zur Hölle (Born to Win)
- 1972: Wenn es dunkel wird in Harlem (Come Back, Charleston Blue)
- 1972: The Connection (TV)
- 1972: Mr. Inside / Mr. Outside (TV)
- 1973: The Migrants (TV)
- 1973: Die Supercops -- zwei irre Hunde (The Super Cops)
- 1974: The Happy Hooker
- 1975: Aaron Loves Angela
- 1976: Hexensabbat (The Sentinel)
- 1977: Hair (UA: 1979)
- 1978: Firepower (Firepower)
- 1979: Das zweite Kapitel (Chapter Two)
- 1979: Ein wahrer Held (Hero at Large)
- 1979: Simon
- 1980: Rivkin: Bounty Hunter (TV)
- 1983: Spur in den Tod (A Scream for Help)
- 1985/86: Fame (TV-Serie)
- 1987: Das Wunder in der 8. Straße (Second Unit)
- 1989: Mörderische News (Money, Power, Murder) (TV)
- 1993: Above the Rim